# Ladies Open Lugano 2019
Ladies Open Lugano 2019 (також відомий під назвою Samsung Open presented by Cornèr 2019 за назвою спонсора) — жіночий тенісний турнір, що проходив на кортах з ґрунтовим покриттям TC Lido Lugano. Належав до категорії International в рамках Туру WTA 2019. Відбувсь утретє і тривав з 8 до 14 квітня 2019 року.

## Очки і призові

### Розподіл очок
| Дисципліна              | П   | Ф   | ПФ  | ЧФ | 1/8 | 1/16 | Q   | Q2  | Q1  |
| Жінки, одиночний розряд | 280 | 180 | 110 | 60 | 30  | 1    | 18  | 12  | 1   |
| Жінки, парний розряд    | 280 | 180 | 110 | 60 | 1   | Н/Д  | Н/Д | Н/Д | Н/Д |

### Розподіл призових грошей
| Дисципліна              | П       | F       | ПФ      | ЧФ     | 1/8    | 1/16   | Q2     | Q1   |
| Жінки, одиночний розряд | $43,000 | $21,400 | $11,500 | $6,175 | $3,400 | $2,100 | $1,020 | $600 |
| Жінки, парний розряд    | $12,300 | $6,400  | $3,435  | $1,820 | $960   | Н/Д    | Н/Д    | Н/Д  |

## Учасниці основної сітки в одиночному розряді

### Сіяні пари
| Країна     | Гравчиня              | Рейтинг1 | Сіяна |
| ---------- | --------------------- | -------- | ----- |
| Швейцарія  | Белінда Бенчич        | 21       | 1     |
| Іспанія    | Карла Суарес Наварро  | 27       | 2     |
| Словаччина | Вікторія Кужмова      | 44       | 3     |
| Бельгія    | Алісон ван Ейтванк    | 52       | 4     |
| Франція    | Полін Пармантьє       | 54       | 5     |
| Росія      | Катерина Александрова | 56       | 6     |
| Швеція     | Ребекка Петерсон      | 60       | 7     |
| Білорусь   | Віра Лапко            | 65       | 8     |

- 1 Рейтинг подано станом на 1 квітня 2019.

### Інші учасниці
Нижче наведено учасниць, які отримали вайлд-кард на участь в основній сітці:
- Ілена Ін-Альбон
- Світлана Кузнецова
- Джил Тайхманн

Нижче наведено гравчинь, які пробились в основну сітку через стадію кваліфікації:
- Магдалена Френх
- Джулія Гатто-Монтіконе
- Река Луца Яні
- Антонія Лоттнер
- Clara Tauson
- Катаріна Завацька

### Відмовились від участі
- Домініка Цібулкова → її замінила  Крістина Плішкова
- Алізе Корне → її замінила  Вікторія Голубич
- Кірстен Фліпкенс → її замінила  Тімеа Бачинскі
- Анна-Лена Фрідзам → її замінила  Тамара Корпач
- Каміла Джорджі → її замінила  Тереза Сміткова
- Анетт Контавейт → її замінила  Менді Мінелла
- Крістіна Младенович → її замінила  Аранча Рус
- Андреа Петкович → її замінила  Сорана Кирстя
- Юлія Путінцева → її замінила  Фіона Ферро
- Маркета Вондроушова → її замінила  Мона Бартель

## Учасниці основної сітки в парному розряді

### Сіяні пари
| Країна    | Гравчиня             | Країна     | Гравчиня          | Рейтинг1 | Сіяна |
| --------- | -------------------- | ---------- | ----------------- | -------- | ----- |
| Росія     | Вероніка Кудерметова | Казахстан  | Галина Воскобоєва | 114      | 1     |
| Швеція    | Корнелія Лістер      | Чехія      | Рената Ворачова   | 171      | 2     |
| Румунія   | Сорана Кирстя        | Румунія    | Андрея Міту       | 216      | 3     |
| Швейцарія | Белінда Бенчич       | Словаччина | Вікторія Кужмова  | 229      | 4     |

- 1 Рейтинг подано станом на 1 квітня 2019.

### Інші учасниці
Пари, що отримали вайлд-кард на участь в основній сітці:
- Тімеа Бачинскі /  Ілена Ін-Альбон
- Леонія Кюнг /  Clara Tauson

### Відмовились від участі
- Вікторія Голубич (травма лівої ноги)

## Переможниці

### Одиночний розряд
- Полона Герцог —  Іга Швйонтек 6–3, 3–6, 6–3

### Парний розряд
- Сорана Кирстя /  Андрея Міту —  Вероніка Кудерметова /  Галина Воскобоєва, 1–6, 6–2, [10–8]